# Takahiro Shibasaki
Takahiro Shibasaki (柴崎 貴広 Shibasaki Takahiro?, nacido el 23 de mayo de 1982 en Kanagawa) es un exfutbolista japonés que se desempeñaba como guardameta.

## Trayectoria

### Clubes
| Club        | País  | Año         |
| ----------- | ----- | ----------- |
| Tokyo Verdy | Japón | 2001 - 2003 |
| Yokohama FC | Japón | 2004 - 2005 |
| FC Tokyo    | Japón | 2006        |
| Tokyo Verdy | Japón | 2007 - 2022 |
| Yokohama FC | Japón | 2013        |

## Estadística de carrera

### J. League
| Club        | Año   | J. League | J. League | Copa J. League | Copa J. League | Total | Total |
| Club        | Año   | Part.     | Goles     | Part.          | Goles          | Part. | Goles |
| ----------- | ----- | --------- | --------- | -------------- | -------------- | ----- | ----- |
| Tokyo Verdy | 2001  | 0         | 0         | 0              | 0              | 0     | 0     |
| Tokyo Verdy | 2002  | 2         | 0         | 0              | 0              | 2     | 0     |
| Tokyo Verdy | 2003  | 0         | 0         | 0              | 0              | 0     | 0     |
| Yokohama FC | 2004  | 1         | 0         | -              | -              | 1     | 0     |
| Yokohama FC | 2005  | 0         | 0         | -              | -              | 0     | 0     |
| FC Tokyo    | 2006  | 0         | 0         | 0              | 0              | 0     | 0     |
| Tokyo Verdy | 2007  | 0         | 0         | -              | -              | 0     | 0     |
| Tokyo Verdy | 2008  | 0         | 0         | 0              | 0              | 0     | 0     |
| Tokyo Verdy | 2009  | 0         | 0         | -              | -              | 0     | 0     |
| Tokyo Verdy | 2010  | 2         | 0         | -              | -              | 2     | 0     |
| Tokyo Verdy | 2011  | 36        | 0         | -              | -              | 36    | 0     |
| Tokyo Verdy | 2012  | 24        | 0         | -              | -              | 24    | 0     |
| Yokohama FC | 2013  | 13        | 0         | -              | -              | 13    | 0     |
| Tokyo Verdy | 2014  | 1         | 0         | -              | -              | 1     | 0     |
| Tokyo Verdy | 2015  | 1         | 0         | -              | -              | 1     | 0     |
| Tokyo Verdy | 2016  | 19        | 0         | -              | -              | 19    | 0     |
| Tokyo Verdy | 2017  | 42        | 0         | -              | -              | 42    | 0     |
| Total       | Total | 141       | 0         | 0              | 0              | 141   | 0     |